# Azalai

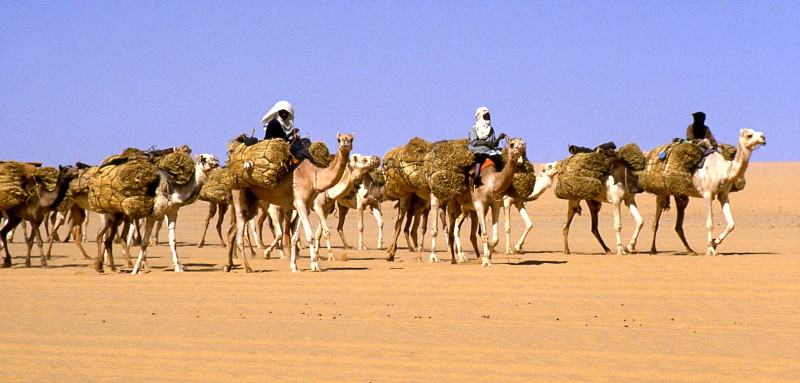
Đàn lạc đà đi từ Agadez đến Bilma (Niger) năm 1985.

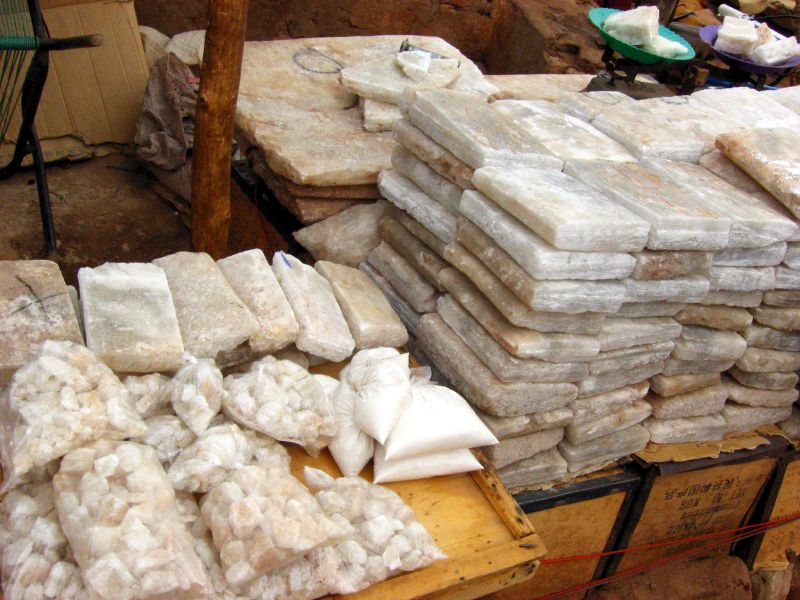
Cục muối ở chợ Mopti.

Azalai hoặc azalay (đọc như "a-xa-lay"; tiếng Pháp: azalaï ) là đàn lạc đà của những người buôn bán Tuareg chở muối hàng năm qua sa mạc Sahara. Từ này cũng chỉ đến hành động đi với đoàn trên tuyến đường này.
Vào đầu thế kỷ 20, hai tuyến đường Tây Phi được gọi Azalai: một đi từ Timbuktu và các mỏ muối Taoudenni ở Mali, còn đường kia đi từ Agadez (Niger) đến Bilma tại ốc đảo Kaouar, nơi này có các lỗ hóa đặc muối. Đây là hai trong những tuyến đường đoàn duy nhất vẫn còn được sử dụng ở Sahara. Những đoàn này đã được phần lớn thay bằng các đường xe tải không lát.
Sau khi tới nơi ở các chợ ngoài trời, muối được bán cho y tế, chữa bệnh ở nhà, công nhiệp, và thú vật nuôi, tùy loại muối. Nó được bán trong cục, bể từng miếng và căn, và gói lại trong bao nhỏ.